# Église Saint-Méen de Lasse
L'église Saint-Méen est une église située à Lasse, en France.

## Localisation
L'église est située dans le département français de Maine-et-Loire, sur la commune de Lasse.

## Historique
L'église est dédiée à saint Méen.
L'édifice est inscrit au titre des monuments historiques en 1973.